# Lost Planet
Lost Planet ist eine Third-Person-Shooter-Reihe von Capcom. Der erste Teil Lost Planet: Extreme Condition erschien in Japan im Dezember 2006 und weltweit im Januar 2007 zuerst exklusiv für Xbox 360. Es folgte allerdings eine Version für Microsoft Windows im Juni 2007 und im Februar 2008 ein PlayStation-3-Release. 2010 und 2013 folgten die Nachfolger Lost Planet 2 und Lost Planet 3 für die gleichen Plattformen. Mit E.X. Troopers erschien 2012 auch ein Spin-Off für Nintendo 3DS und PlayStation 3, das im gleichen Universum spielt.
Die Handlung der Spiele findet auf dem Eisplaneten E.D.N. 3 statt. Zu Fuß oder in Mechs kämpft man gegen Piraten und Alien-Monster. Die Akriden genannten Monster verfügen über orange aufleuchtende Körperteile, an denen sie besonders verletzlich sind. Darin verbirgt sich Thermalenergie, deren Sammeln ein zentrales Spielelement ist und die zum Überleben in der eisigen Umgebung benötigt wird. In Bosskämpfen geht es gegen besonders riesige Alien-Exemplare.

## Spiele
| Jahr | Titel                                             | Entwickler        | Plattformen                      | Metascore                                  |
| ---- | ------------------------------------------------- | ----------------- | -------------------------------- | ------------------------------------------ |
| 2006 | Lost Planet: Extreme Condition                    | Capcom            | Xbox 360, Windows, PlayStation 3 | 79/100 (Xbox 360) 66/100 (PC) 67/100 (PS3) |
| 2008 | Lost Planet: Extreme Condition – Colonies Edition | Capcom            | Xbox 360, Windows                | 78/100 (Xbox 360) 70/100 (PC)              |
| 2010 | Lost Planet 2                                     | Capcom            | Xbox 360, Windows, PlayStation 3 | 68/100 (Xbox 360) 63/100 (PC) 68/100 (PS3) |
| 2012 | E.X. Troopers                                     | Capcom, HexaDrive | PlayStation 3, Nintendo 3DS      |                                            |
| 2013 | Lost Planet 3                                     | Spark Unlimited   | Xbox 360, Windows, PlayStation 3 | 58/100 (Xbox 360) 61/100 (PC) 58/100 (PS3) |

## Handlung
Im ersten Teil spielt man Wayne Holden, der die Aliens auf dem Eisplaneten E.D.N. III bekämpft, um den Tod seines Vaters zu rächen. Nach den Ereignissen des ersten Teils ist der Planet in Lost Planet 2 durch Terraforming aufgetaut und von Vegetation mit Dschungel und Flüssen sowie Wüsten überzogen. Es kämpfen verschiedene Fraktionen um die Ressourcen des Planeten. Teil 3 erzählt hingegen die Vorgeschichte, in der sich Hauptcharakter Jim Peyton als einer der ersten Menschen auf dem Eisplaneten behauptet.